# Flett's Springs n.º 429
Flett's Springs n.º 429 es un municipio rural canadiense situado en la provincia de Saskatchewan.

## Superficie
Flett's Springs n.º 429 tiene una superficie de 838,98 km².

## Demografía
En 2021, tenía 656 habitantes, una densidad poblacional de 0,8 hab./km², y 256 viviendas.